# ロロ・フェラーリ
ロロ・フェラーリ（Lolo Ferrari、1963年2月9日 - 2000年3月5日）は、フランス人のダンサー、ポルノ女優、歌手。「世界で最も胸の大きな女性」とも言われた。本名はエヴ・ジュヌヴィエーヴ・アリーヌ・ヴァロワ (Eve Geneviève Aline Vallois)。

## 経歴・人物
ピュイ＝ド＝ドーム県のクレルモン＝フェランで生まれ、ラ・ボールのリゾート地で育った。10代の頃からモデルの仕事を始め、1988年には15歳年上のエリック・ヴィーニュと結婚した。

### 外見
夫の協力を得て、フェラーリは豊胸手術を重ね、180cmに達する人工の胸を作り上げた。22回の豊胸手術はギネス・ワールド・レコーズにも掲載された。ギネスブックによると、彼女の胸は左右それぞれ2.8kgの重さで、3lの血漿が詰まっているとされている。特注のブラジャーが必要であり、多数の手術を繰り返した結果、苦痛が激しく多くの薬を服用しなければならなかった。ブラジャーのサイズは58Fとも54Gとも54Jとも言われている。
フェラーリが本当に世界で最も多く豊胸手術を行った女性であるかについては議論がある。チェルシー・チャームズやマキシ・マウンズ、ミンカといったポルノ女優はポリプロピレンによるさらに多数の豊胸手術を行ったとも言われている。しかしフェラーリは、シリコンによる通常の豊胸手術を行った人の中では、確かに最大のバストを持っている。

### 作品
彼女はフランス語で胸を表すLoloという言葉を芸名にし、数本のポルノ映画に出演した。フェラーリというのは彼女の母方の祖父の名前だったが、フェラーリ・アンダーウェアという下着を売り出そうとした時に、イタリアのフェラーリ社との間で長い裁判が起こった。1995年にはJan BucquoyによるCamping Cosmosという作品がカンヌ国際映画祭で大きな評判を呼んだ。
彼女はその外見を生かして、チャンネル4の Eurotrash という番組で Miss Valois の後任のレギュラー出演者となった。この番組でさらに有名になり、ヨーロッパの他のテレビ番組、歌謡ショー、ストリップ劇場でのショーなどの仕事も増えた。彼女はポップ歌手としてはAirbag GenerationとSet Me Freeの2曲をリリースし、この他にもDance Dance Dance、Don't Leave Me This Wayというディスコソングを歌った。どちらも販売はされなかったが、フェラーリはカルト的な人気を博した。

### 死去
37歳の誕生日の1ヵ月後にあたる、2000年3月5日の朝、アルプ＝マリティーム県グラースにある自宅で、死因不明の死体となって発見された。最初は薬物の大量摂取による死と考えられたが、検死により機械的な窒息による死亡であることが明らかとなった。夫が容疑者として疑われ、逮捕されて1年間勾留されたが後に釈放された。現在では夫は犯人ではないと見られている。